# Liste des abbayes et prieurés du Nord-Pas-de-Calais
 (mars 2019).

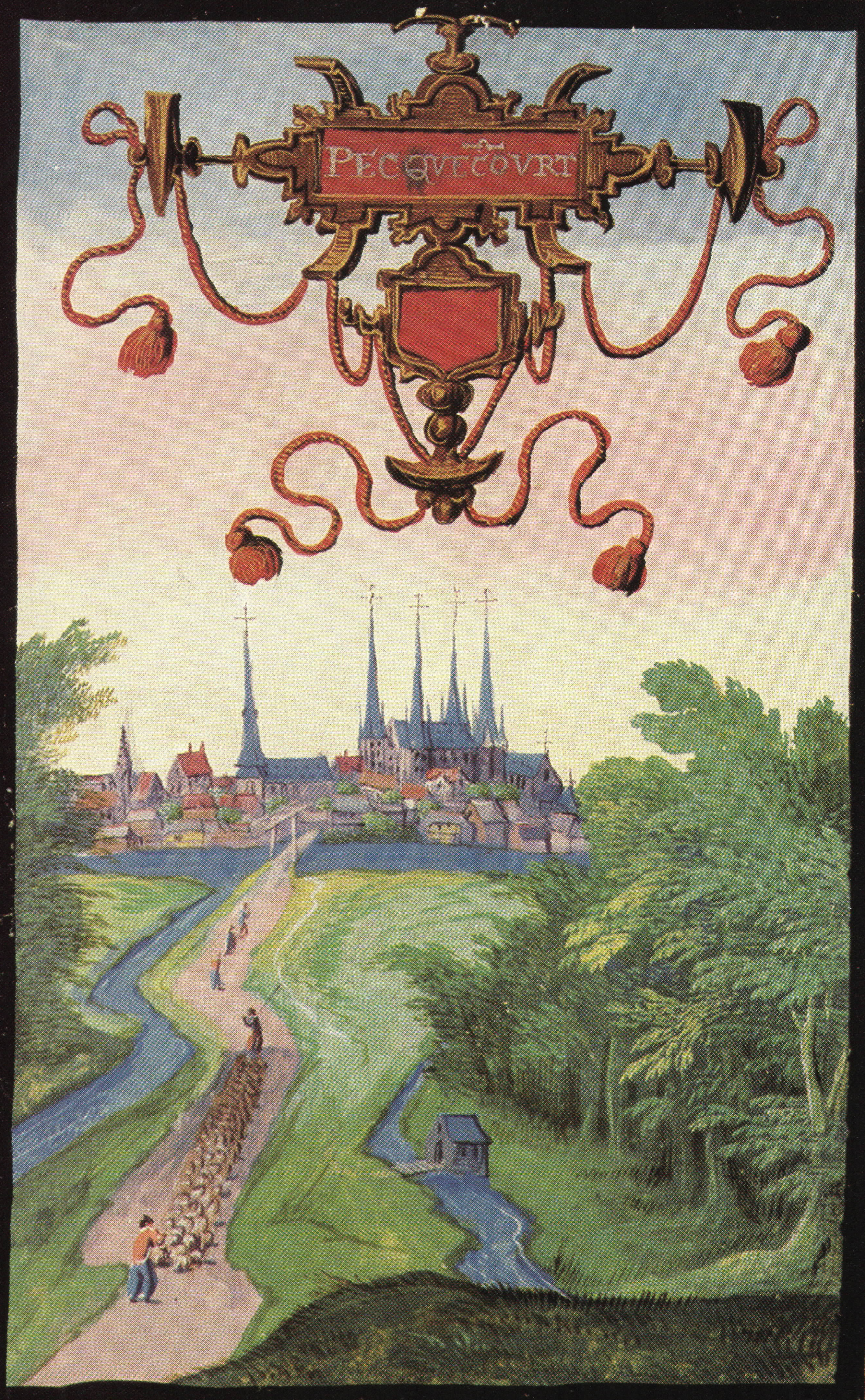
Abbaye d'Anchin.

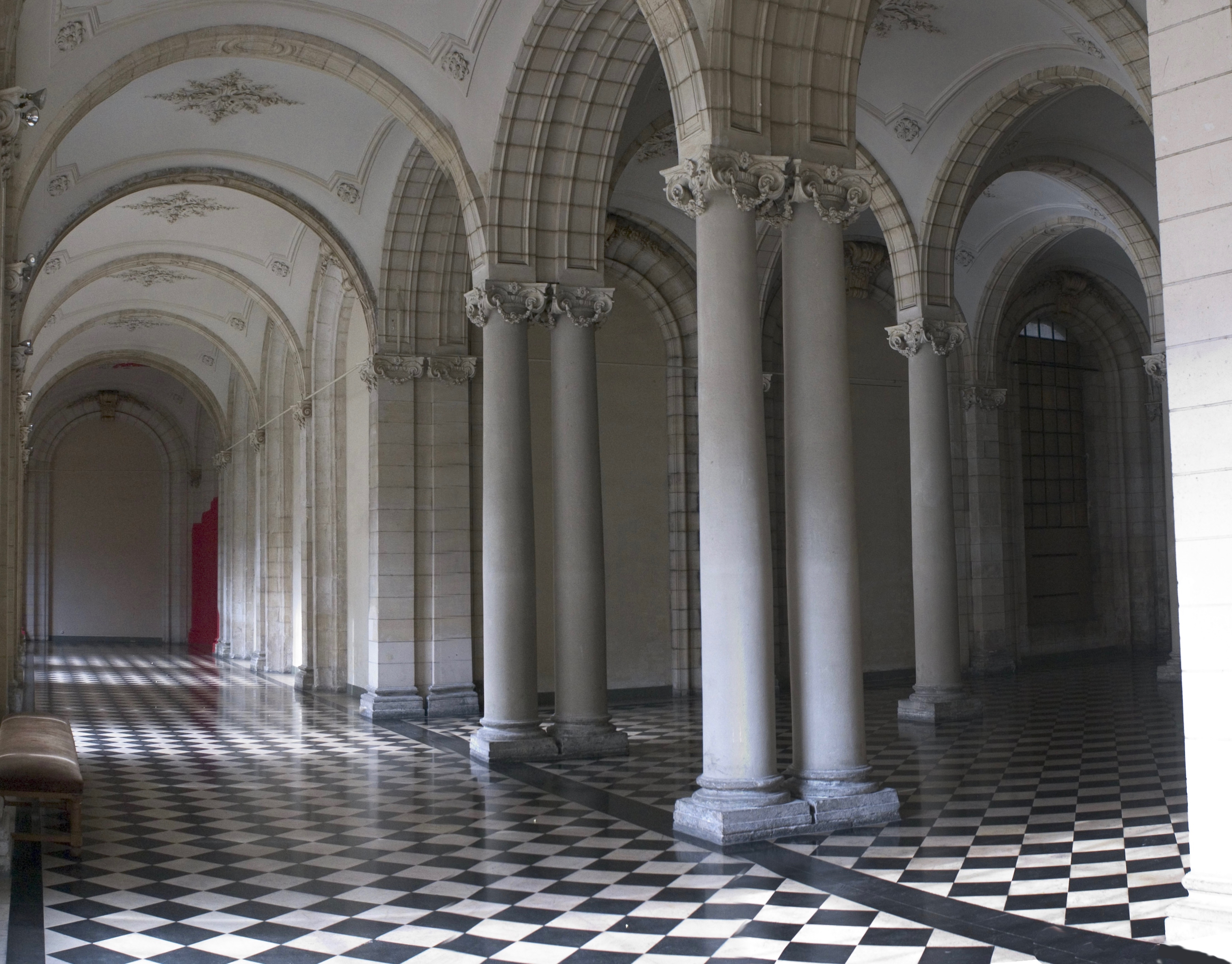
Le cloitre de l'abbaye Saint-Vaast d'Arras.

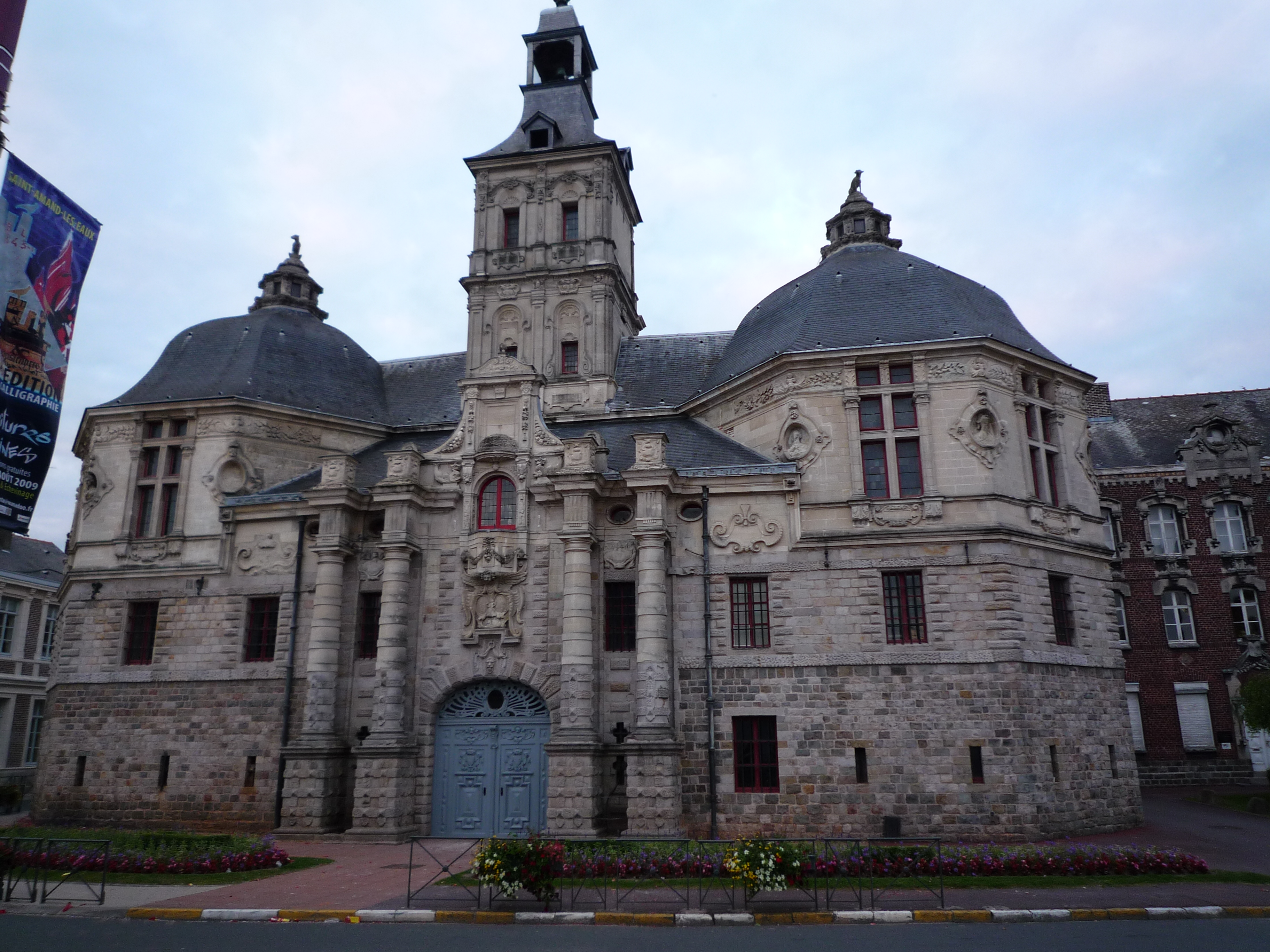
Abbaye de Saint-Amand.

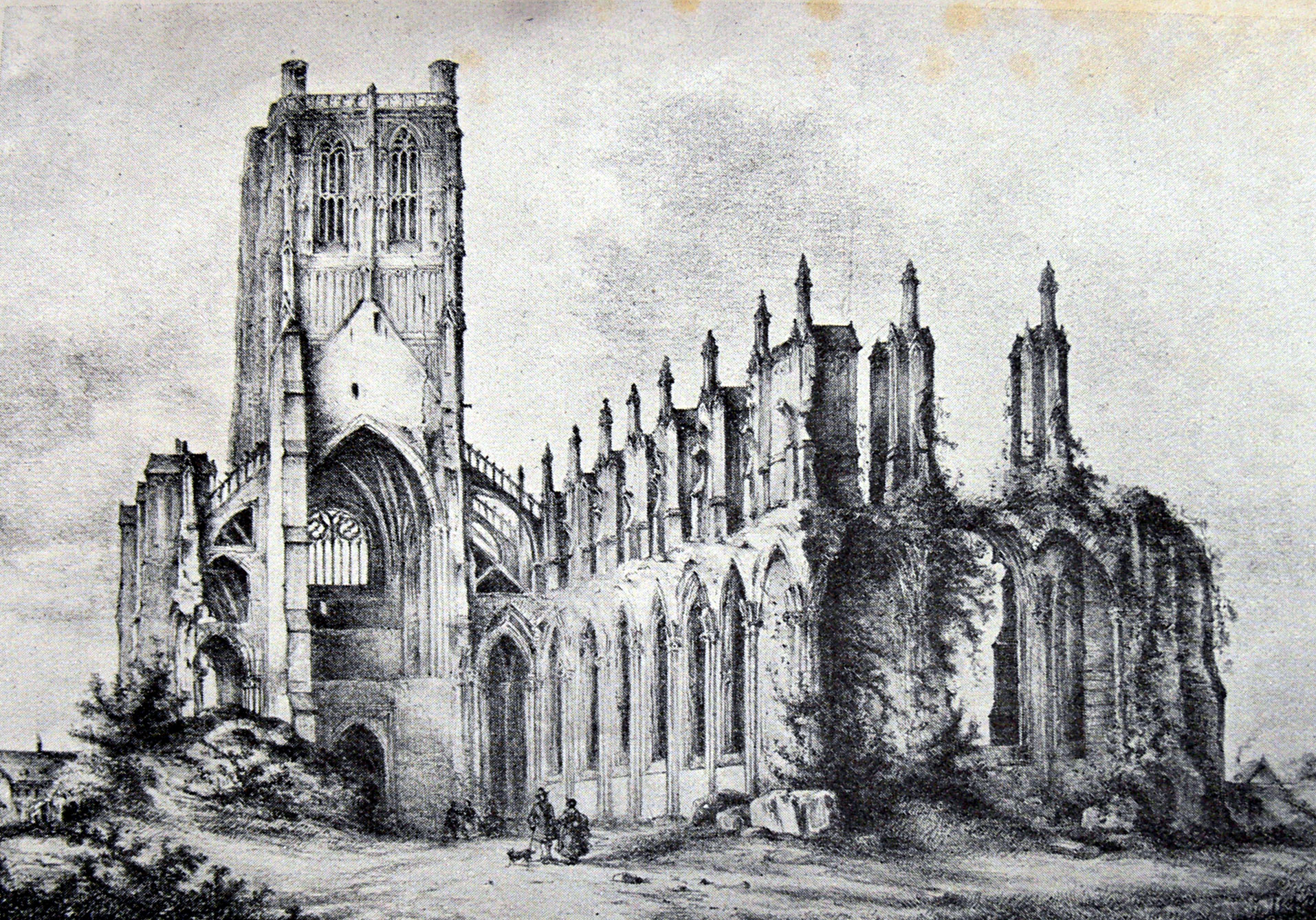
Abbaye Saint-Bertin.

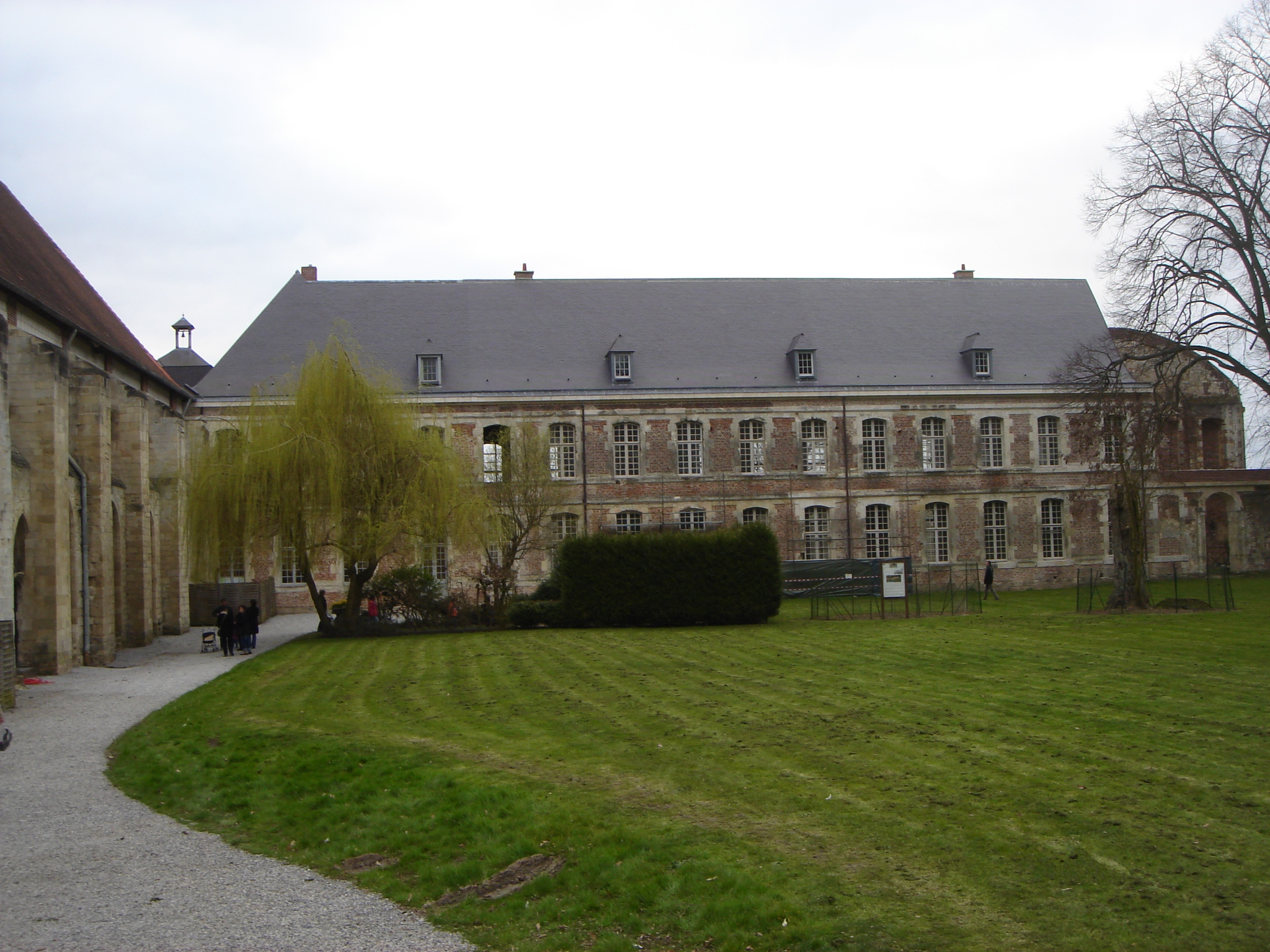
Abbaye de Vaucelles.

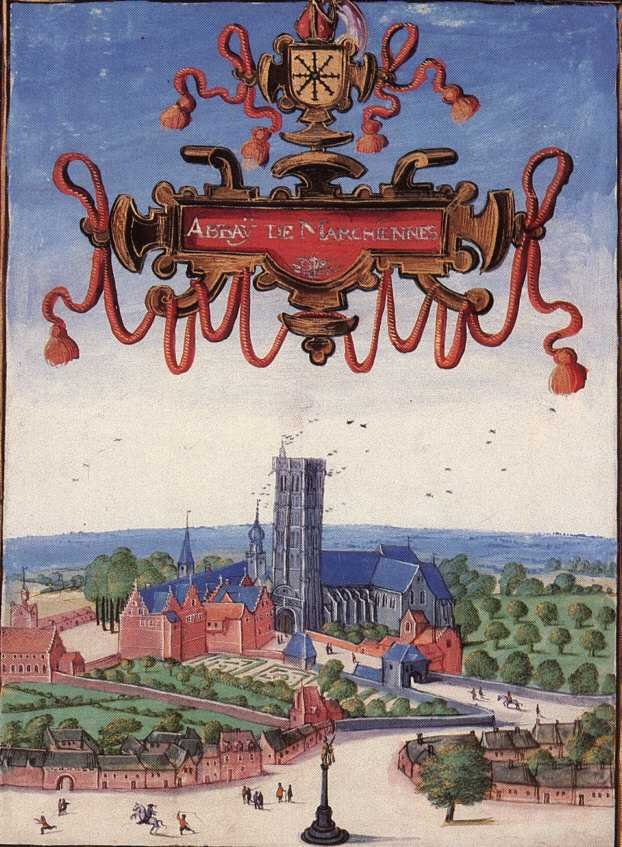
Abbaye de Marchiennes.

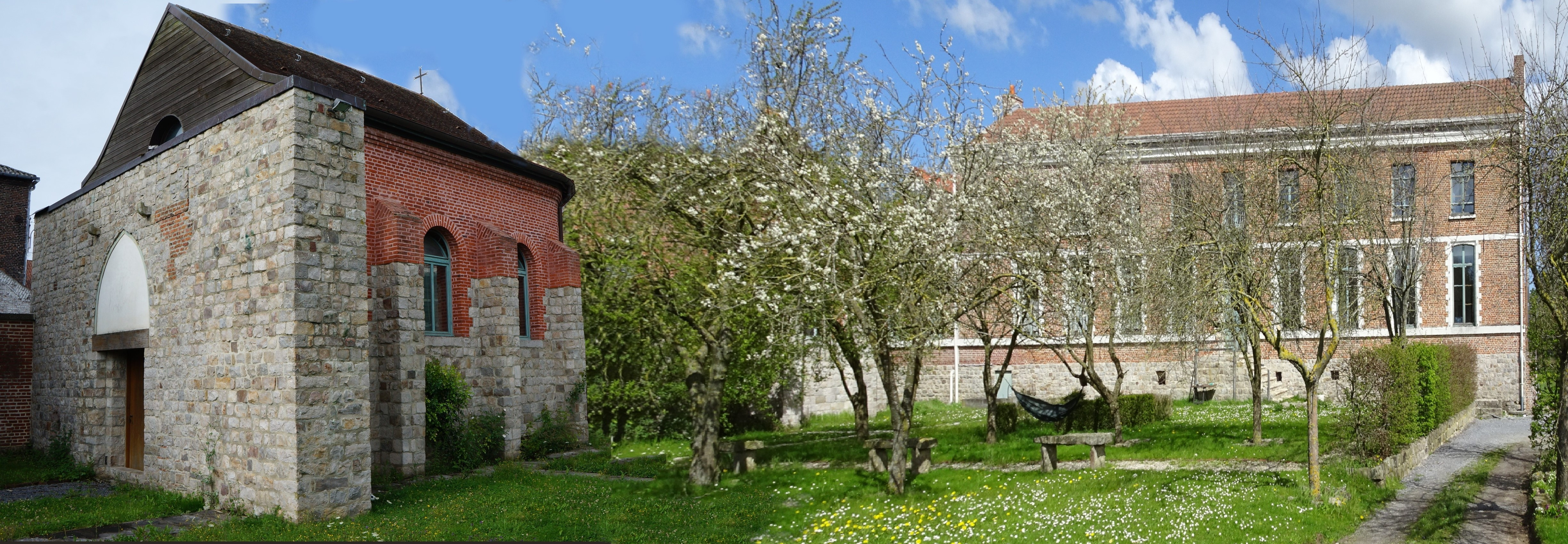
Abbaye d'Hamage.

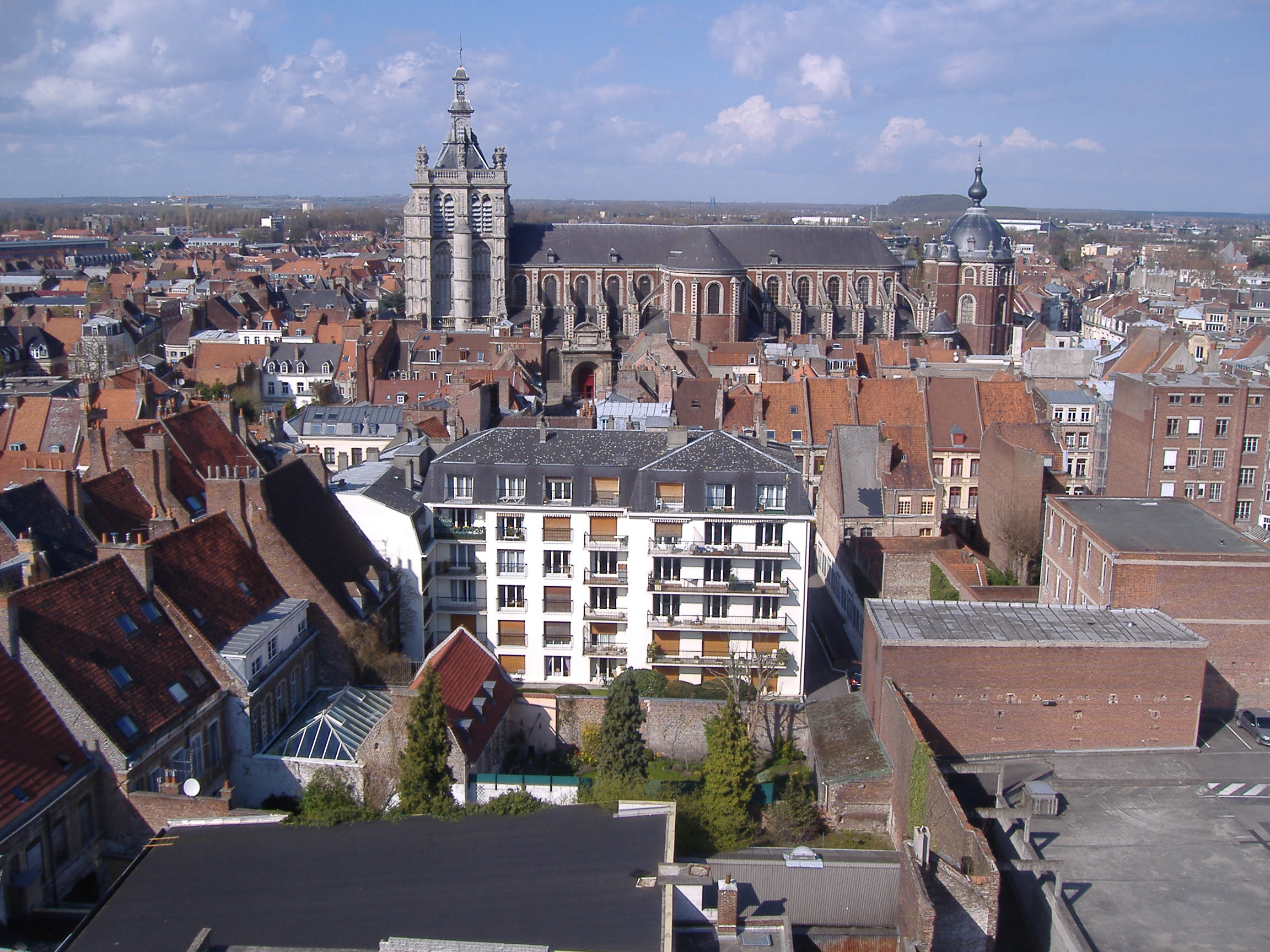
Collégiale Saint-Pierre de Douai.

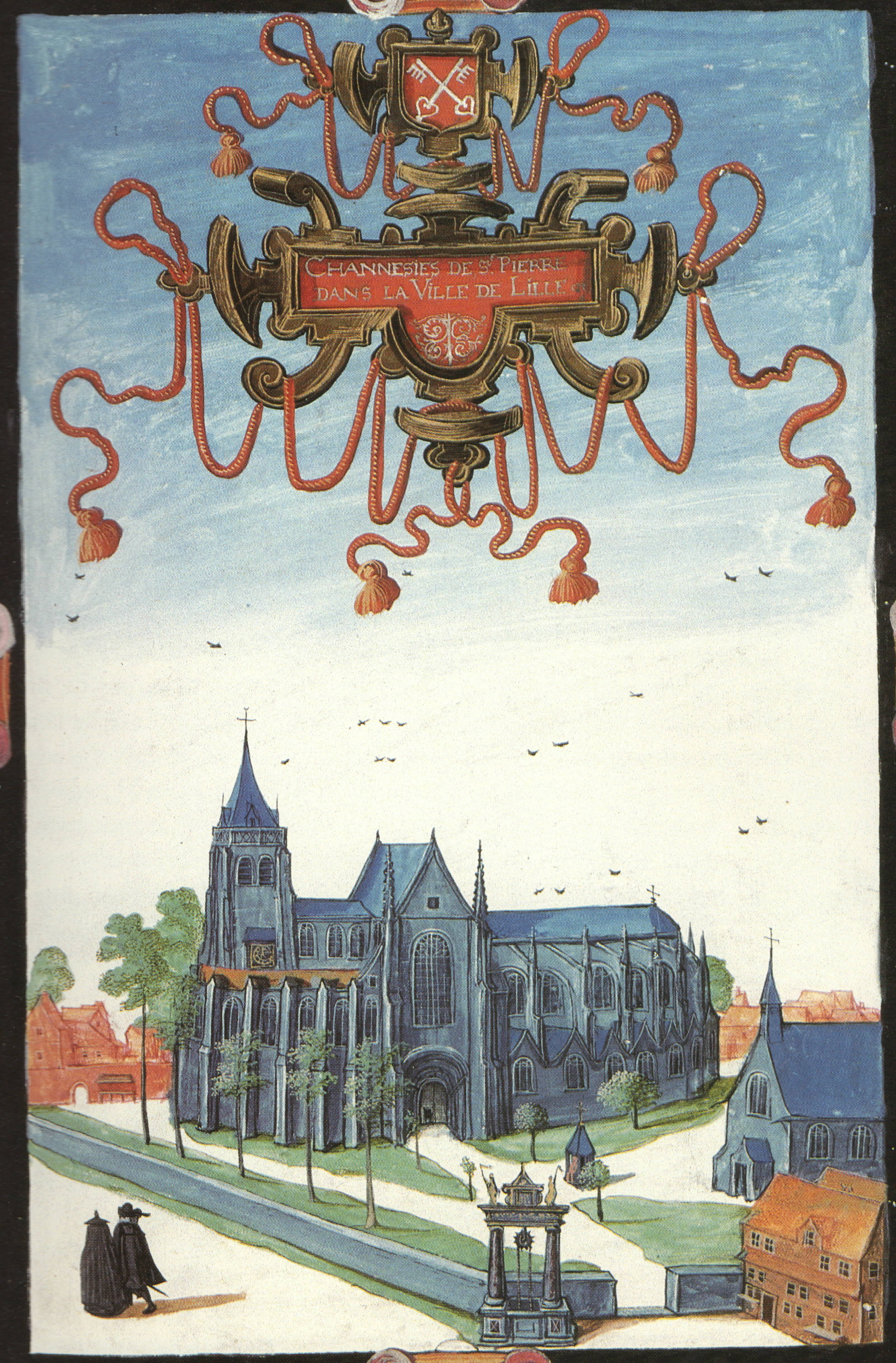
Collégiale Saint-Pierre de Lille.

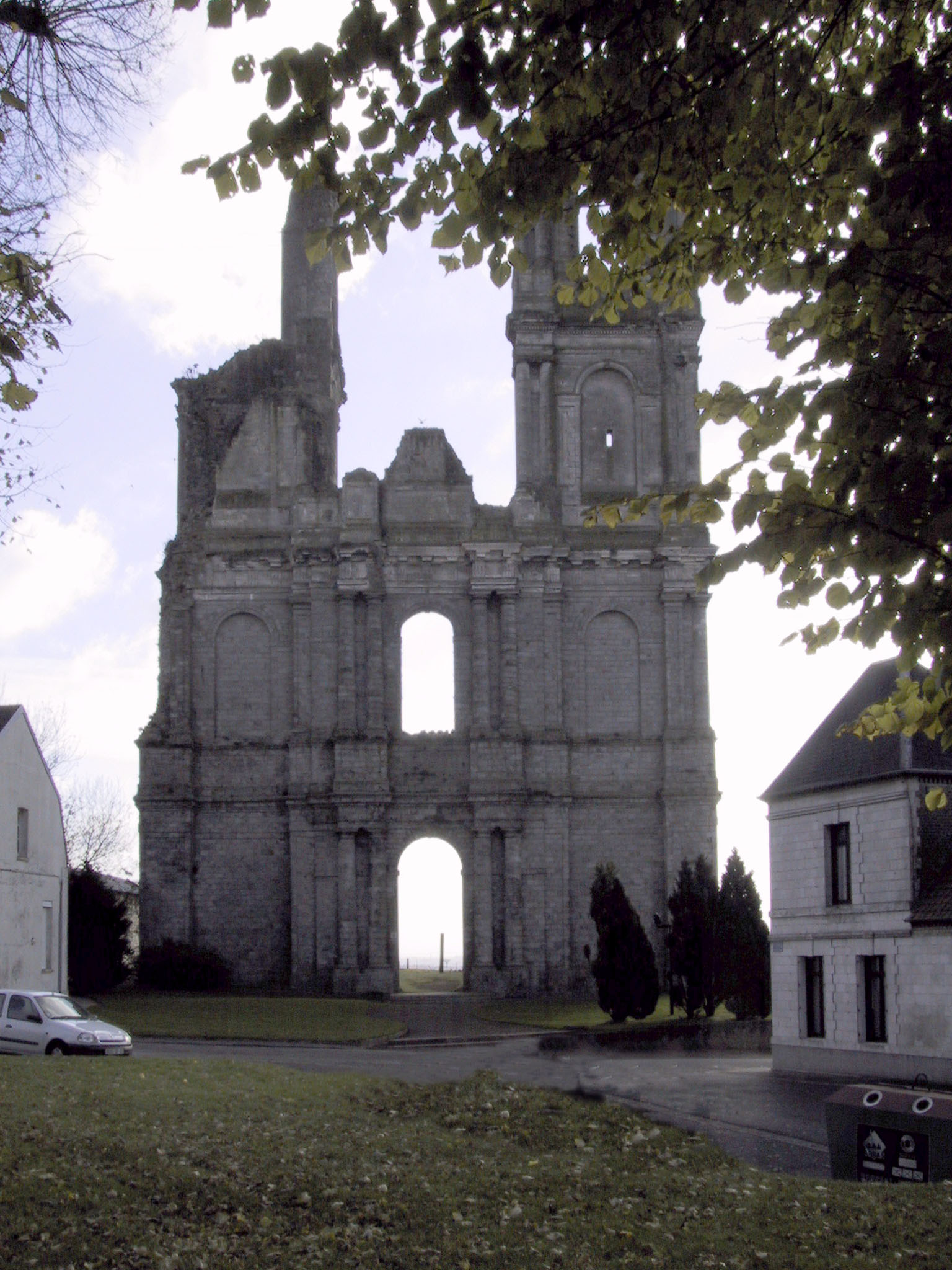
Abbaye du mont Saint-Éloi.

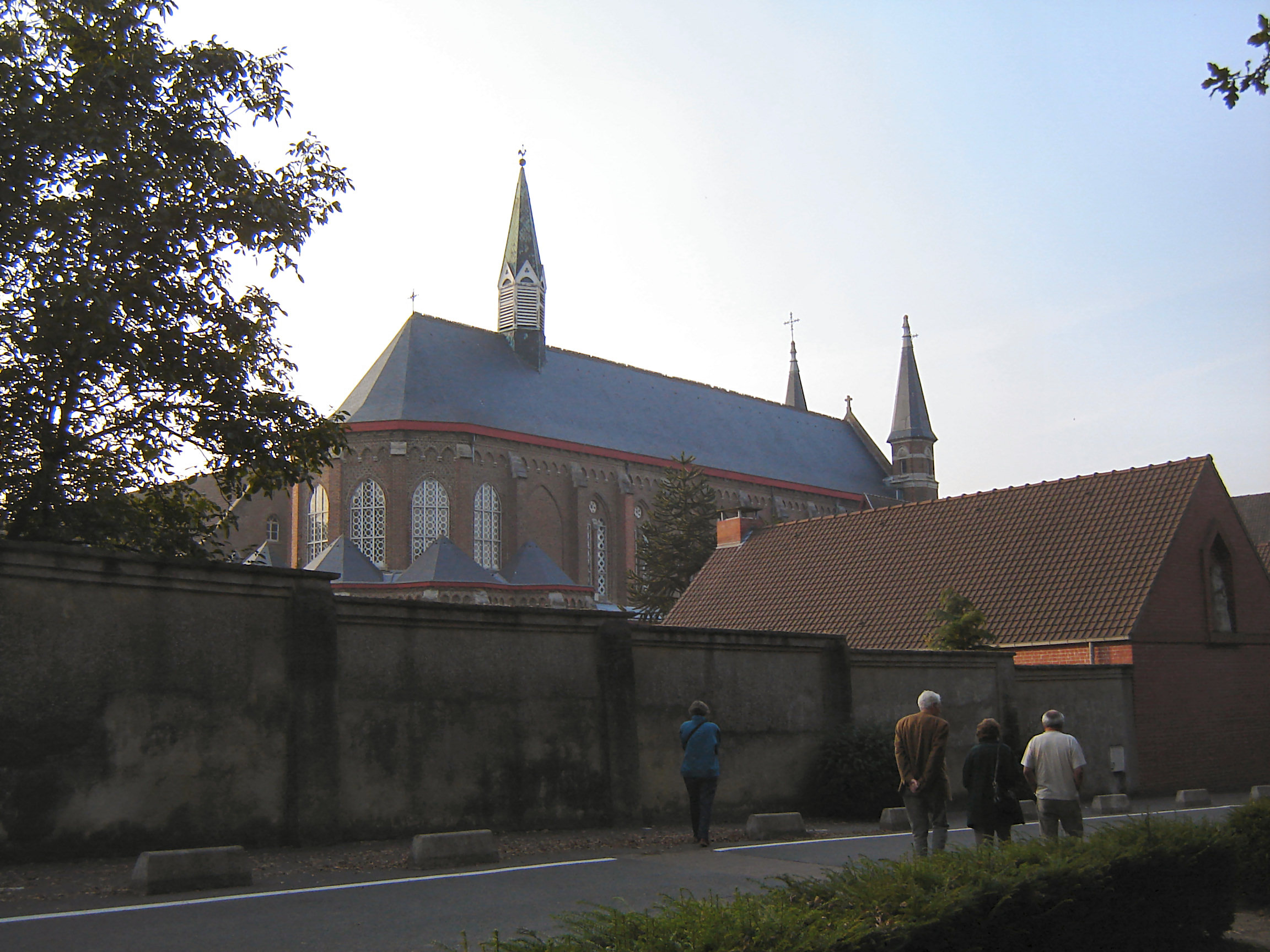
Abbaye du Mont des Cats.

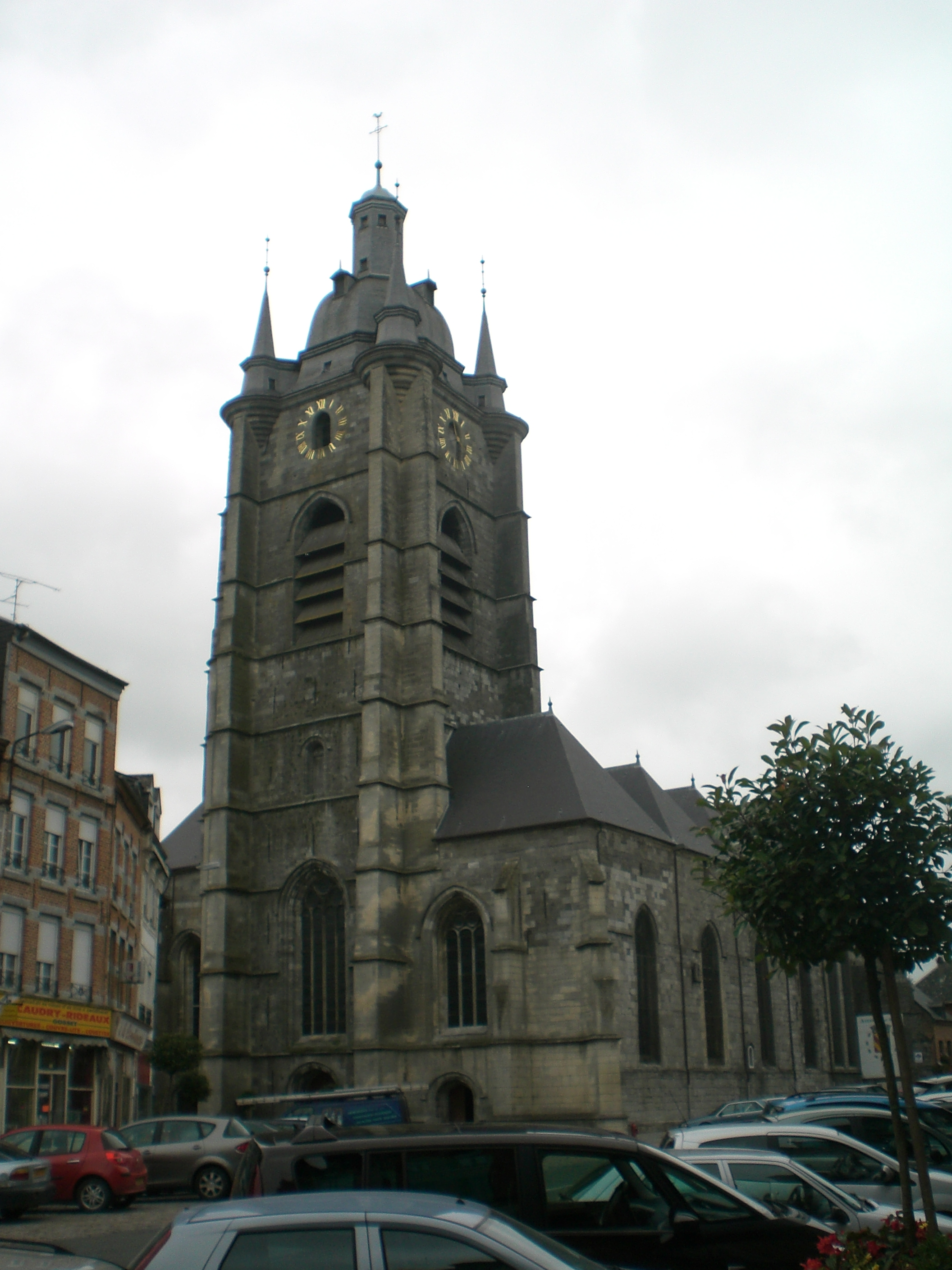
Collégiale Saint-Nicolas d'Avesnes-sur-Helpe.

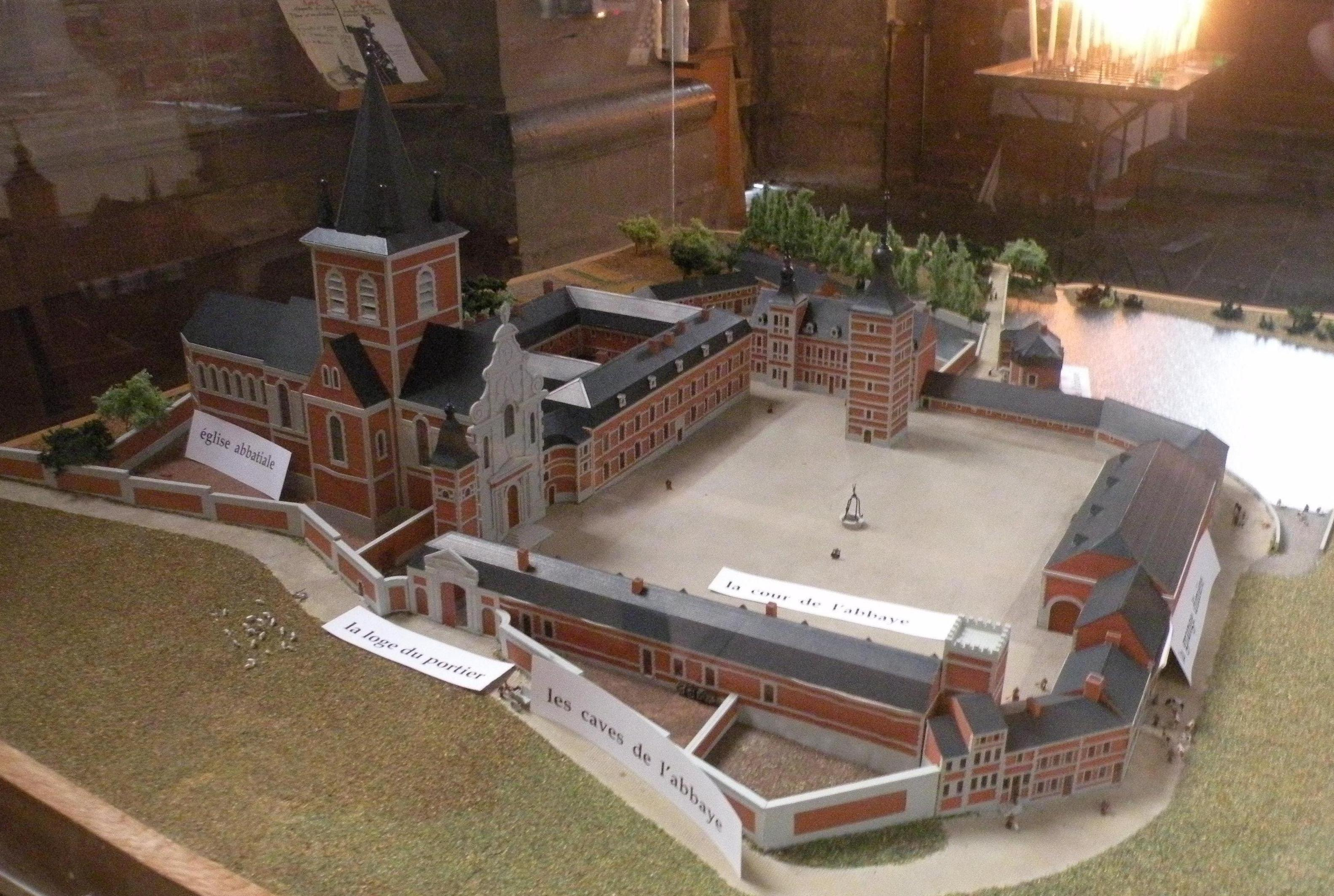
Abbaye de Maroilles.

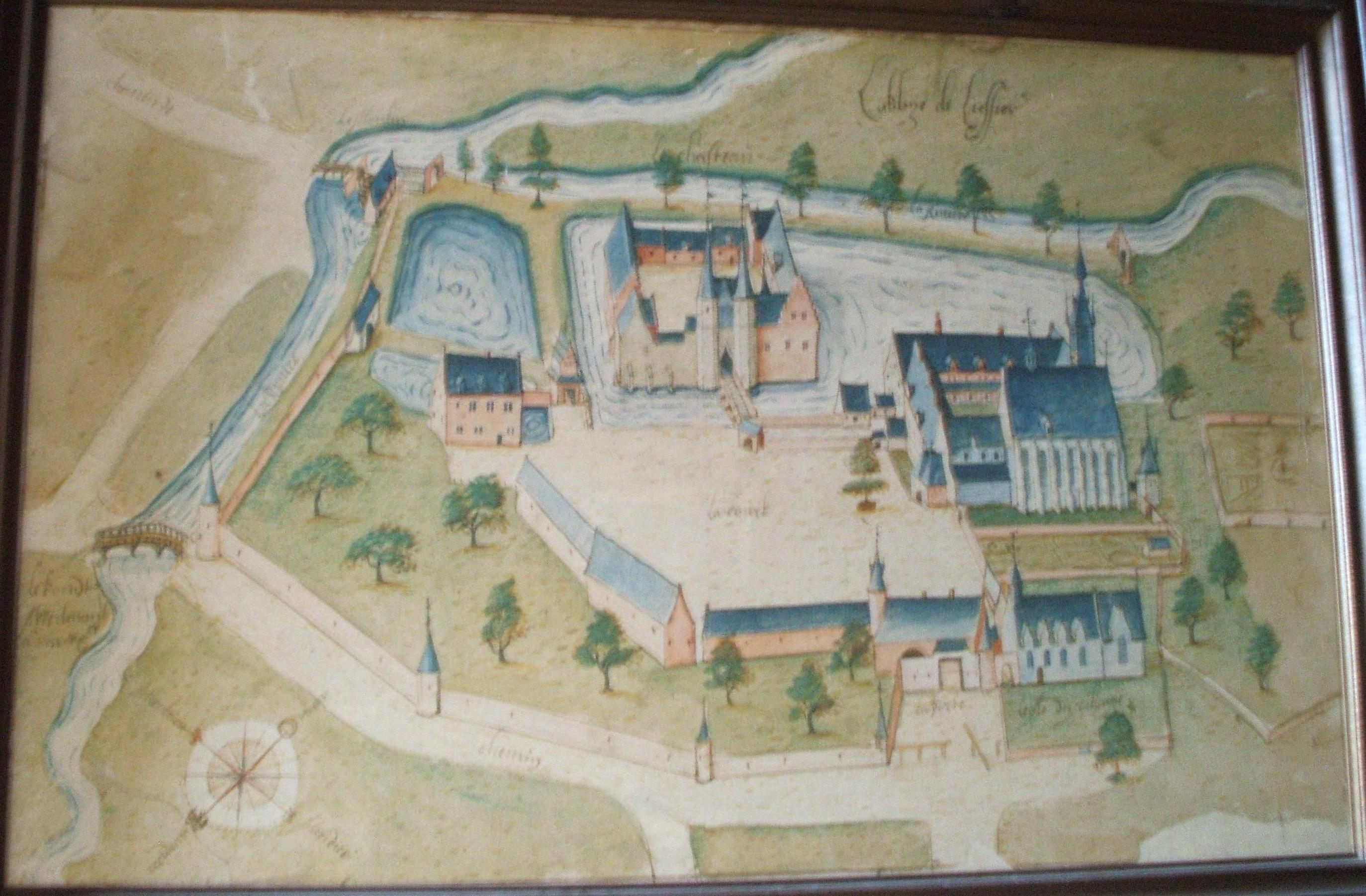
Abbaye de Liessies.

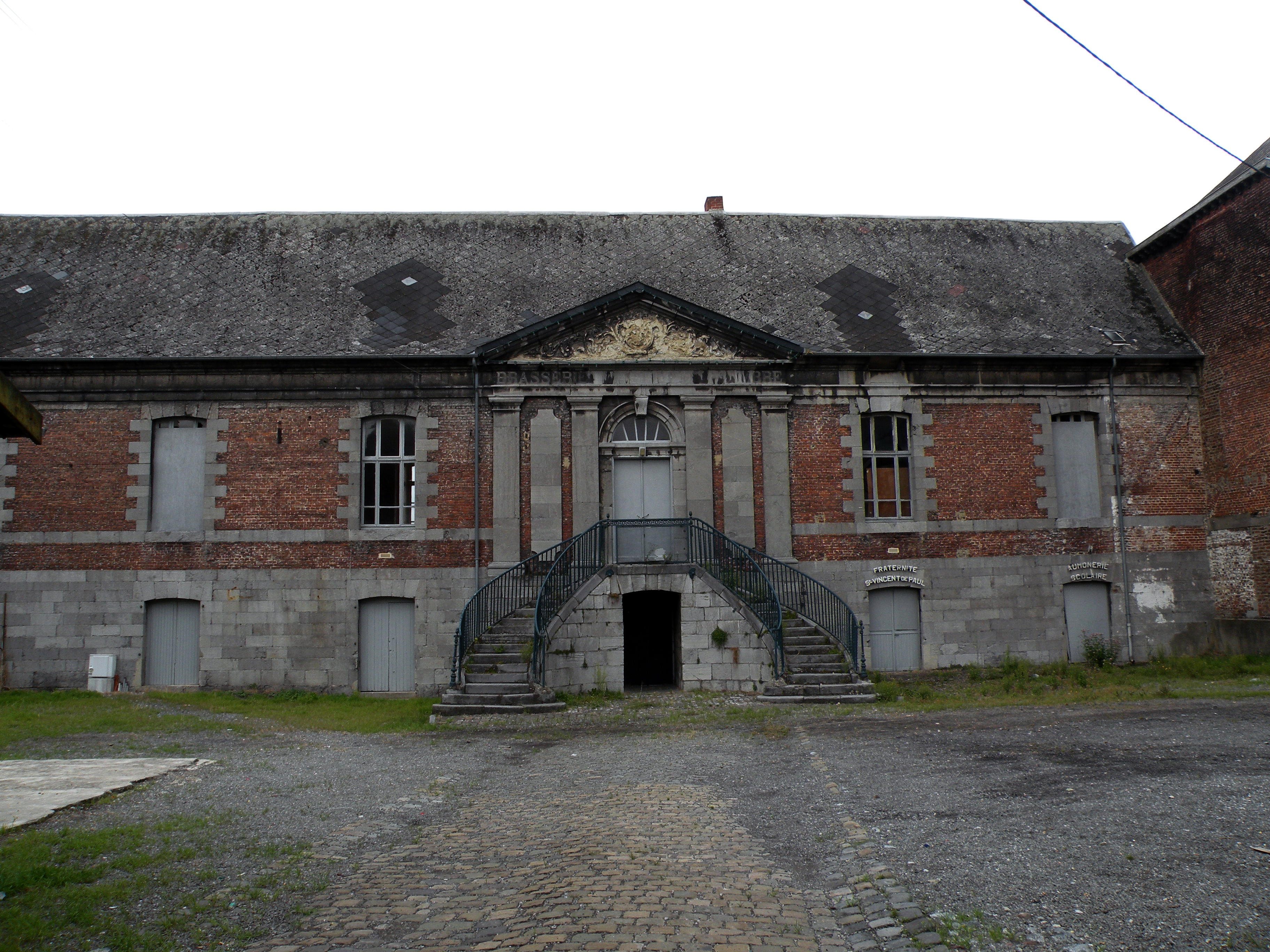
Abbaye d'Haumont.

Cette page liste les différentes abbayes de la région Nord-Pas-de-Calais. Ces dernières sont donc toutes situées sur la province ecclésiastique métropolitaine de Lille, elle-même composée de l'archidiocèse de Lille, de l'archidiocèse de Cambrai et du diocèse d'Arras.

## Nord

### Arrondissement d'Avesnes-sur-Helpe
| Abbaye ou prieuré                            | Fondation | Ordre                      | État actuel      | Localisation        | Note                      |
| -------------------------------------------- | --------- | -------------------------- | ---------------- | ------------------- | ------------------------- |
| Abbaye d'Hautmont                            | 643       | Saint-Benoît               |                  | Hautmont            |                           |
| Abbaye de Liessies                           | 751       | Saint-Benoît               |                  | Liessies            |                           |
| Abbaye de Maroilles                          | 650       | Saint-Benoît               | Détruite en 1789 | Maroilles           |                           |
| Abbaye de Maubeuge                           | 661       |                            |                  | Maubeuge            |                           |
| Abbaye Sainte-Élisabeth                      | 1260      |                            |                  | Le Quesnoy          |                           |
| Notre-Dame de la Visitation                  |           | Sœurs noires ou Augustines |                  | Le Quesnoy          |                           |
| Prieuré d'Aymeries                           |           |                            |                  | Aymeries            |                           |
| Prieuré de Berlaimont                        |           |                            |                  | Berlaimont          |                           |
| Prieuré de Dompierre-sur-Helpe               |           |                            |                  | Dompierre-sur-Helpe |                           |
| Prieuré Saint-Dodon                          | 657       | Saint-Benoît               | en activité      | Moustier-en-Fagne   | Pratique du rite byzantin |
| Collégiale Saint-Nicolas d'Avesnes-sur-Helpe |           |                            |                  | Avesnes-sur-Helpe   |                           |

### Arrondissement de Cambrai
| Abbaye ou prieuré                           | Fondation | Ordre       | État actuel | Localisation               | Note  |
| ------------------------------------------- | --------- | ----------- | --- | -------------------------- | ----- |
| Abbaye de Vaucelles                         | 1131      | Cistercien  | Supprimée en 1790. En partie détruite, bâtiments subsistants classés et ouverts à la visite.                   | Les Rues-des-Vignes        |       |
| Notre-Dame de Consolation de Cambrai        | 1623      | Bénédictin  | | Arrondissement de Cambrai  |       |
| Abbaye de Saint-Lazare de Cambrai           | 1116      |             | | Arrondissement de Cambrai  |       |
| Abbaye Saint-André du Cateau                | Xe s.     | Bénédictin  | Fermée en 1790. Subsistent quelques bâtiments classés, notamment les communs et l'église, devenue paroissiale. | Le Cateau-Cambrésis        | [ 1 ] |
| Abbaye des Guillemins                       | 1255      | Guillemins  | | Arrondissement de Cambrai  |       |
| Couvent des Récollets de Cambrai            | 1266      | Cordeliers  | | rue Jean-Chollet, Cambrai  |       |
| Chapelle du refuge de l'abbaye de Vaucelles | 1238      |             | | 8 Rue Vaucelette à Cambrai |       |
| Abbaye Saint-Pierre de Honnecourt           | 691       | Bénédictin  | | Arrondissement de Cambrai  |       |
| Abbaye de Prémy                             | 1185      | Augustines  | 1790 | Cambrai                    | .     |
| Abbaye de Cantimpré                         |           |             | | Cambrai                    |       |
| Abbaye du Saint-Sépulcre                    |           | Bénédictins | | Cambrai                    |       |
| Abbaye de Saint-André du Cateau             | 1030      |             | | Le Cateau-Cambrésis        |       |

### Arrondissement de Douai
| Abbaye ou prieuré                     | Fondation | Ordre                 | État actuel | Localisation            | Note                            |
| ------------------------------------- | --------- | --------------------- | ----------- | ----------------------- | ------------------------------- |
| Abbaye d'Anchin                       | 1079      | Bénédictin            |             | Arrondissement de Douai |                                 |
| Abbaye de Flines                      | 1234      | Cistercien            |             | Arrondissement de Douai |                                 |
| Abbaye d'Hamage                       | 625-639   |                       |             | Arrondissement de Douai |                                 |
| Abbaye de Marchiennes                 | 630       | Colombanien           |             | Arrondissement de Douai |                                 |
| Abbaye Notre-Dame de la Paix de Douai |           |                       |             | Arrondissement de Douai | diocèse d'Arras                 |
| Abbaye des Prés de Douai              | 1219      | cisterciens           |             | Arrondissement de Douai | [ 4 ]                           |
| Abbaye de Beaulieu (Sin-le-Noble)     | 1224      | augustins             |             | Arrondissement de Douai | ,.                              |
| Chartreuse Saints-Joseph-et-Morand    | 1654      | chartreux             |             | Douai                   | Musée de la Chartreuse de Douai |
| Abbaye Saint-Grégoire de Douai        | 1605      |                       | détruite    | Arrondissement de Douai |                                 |
| Prieuré de Flers-en-Escrebieux        |           |                       |             | Arrondissement de Douai |                                 |
| Prieuré Saint-Sulpice de Douai        |           |                       |             | Arrondissement de Douai |                                 |
| Prieuré Saint-Grégoire de Douai       |           |                       |             | Arrondissement de Douai |                                 |
| Prieuré Beaurepaire de Somain         |           |                       |             | Arrondissement de Douai |                                 |
| Collégiale Saint-Amé                  |           |                       |             | Arrondissement de Douai | de Douai                        |
| Couvent des Trinitaires               | 1252      | Ordre des Trinitaires |             | Douai                   |                                 |
| Collégiale Saint-Pierre de Douai      |           |                       |             | Arrondissement de Douai | Classée en 1974.                |

### Arrondissement de Dunkerque
| Abbaye ou prieuré                                                    | Fondation       | Ordre                                                                | État actuel | Localisation   | Note                                                  |
| -------------------------------------------------------------------- | --------------- | -------------------------------------------------------------------- | --- | -------------- | ----------------------------------------------------- |
| Couvent des capucins                                                 | 1629            | Capucins                                                             | | Bailleul       |                                                       |
| Prieuré Saint-Antoine                                                | 1160?           | Ordre hospitalier de Saint-Antoine puis Bénédictins à partir de 1568 | | Bailleul       | Transféré à Ypres au XVIe siècle                      |
| Abbaye de Saint-Winoc                                                | 665-675         | Bénédictins                                                          | Détruite après la Révolution. Vestiges classés. | Bergues        | [ 7 ]                                                 |
| Couvent des Annonciades                                              | réformé en 1644 | Ordre de l'Annonciation de la Vierge Marie                           | Détruit. | Bergues        | vendu en 1793                                         |
| Couvent des Dominicains                                              | 1240            | Dominicains                                                          | | Bergues        | [ 8 ]                                                 |
| Couvent des Pénitentes dites Capucines                               | 1620            | Ordre des frères mineurs                                             | | Bergues        | [ 9 ]                                                 |
| Couvent des religieuses du Tiers-Ordre dites de Rosendaele à Bergues | 1480            | Ordre des frères mineurs                                             | | Bergues        | [ 10 ]                                                |
| Abbaye Notre-Dame de Bourbourg ou Noble chapitre                     | 1103            | Bénédictines                                                         | | Bourbourg      | [ 11 ]                                                |
| Couvent des Sœurs noires de Bourbourg                                | 1249 ?          | Tiers-Ordre franciscain                                              | | Bourbourg      |                                                       |
| Couvent des Capucines de Bourbourg                                   | 1614            | Ordre des frères mineurs                                             | En activité. | Bourbourg      | [ 12 ]                                                |
| Capucins de Bourbourg                                                | 1620            | Ordre des frères mineurs                                             | | Bourbourg      | lié à création du couvent des capucines               |
| Ancien Couvent des Récollets de Cassel                               | 1620            | Ordre des frères mineurs                                             | | Cassel         | [ 13 ]                                                |
| Couvent des Conceptionnistes                                         | 1426            | Ordre des frères mineurs puis Ordre de l'Immaculée Conception        | | Dunkerque      | [ 14 ]                                                |
| Prieuré des Filles de la Résurrection                                |                 | Filles de la Résurrection                                            | En activité | Dunkerque      |                                                       |
| Couvent des Pères Rédemptoristes                                     | 1853            | Pères Rédemptoristes                                                 | Détruit après le départ des Pères. Sont encore visibles dans la cour intérieure du bâtiment, les restes des piliers qui jadis soutenaient les splendides arceaux de l’ogive extérieure du cloître. | Dunkerque      |                                                       |
| Abbaye du Mont des Cats                                              | 1826            | Cisterciens                                                          | En activité. | Godewaersvelde |                                                       |
| Couvent des Sœurs grises                                             | XVe siècle      | Ordre des frères mineurs                                             | | Gravelines     | Desservant l'hôpital Saint-Pierre                     |
| Couvent des Capucins d'Hazebrouck                                    | 1853            | Capucins                                                             | Collège Saint-Jacques | Hazebrouck     |                                                       |
| Couvent des Augustins Hazebrouck                                     |                 | Augustins                                                            | Musée municipal | Hazebrouck     |                                                       |
| Trinitaires du Clairvivier                                           | 1204            | Ordre des Trinitaires                                                | | Hondschoote    | [ 16 ]                                                |
| Couvent des Pénitentes Récolletines                                  | XVe siècle      | Ordre des frères mineurs                                             | | Hondschoote    | [ 17 ]                                                |
| Abbaye de Beaupré La Gorgue                                          | 1224            | Cisterciens                                                          | | La Gorgue      |                                                       |
| Abbaye de Ravensberghe                                               | fin du XIIe     | Cisterciennes                                                        | Détruite en 1792. | Merckeghem     |                                                       |
| Dominicaines de Merville                                             |                 | Dominicains                                                          | | Merville       |                                                       |
| Couvent des Guillemites de Noordpeene                                | 1261            | Ordre de Saint-Guillaume                                             | Destruction pendant la Révolution française | Noordpeene     | Créé à Eringhem déplacé à Oudezeele puis à Noordpeene |
| Trinitaires du Préavin                                               |                 | Ordre des Trinitaires                                                | Détruit | Morbecque      |                                                       |
| Abbaye de Woestyne ou Woestine                                       | 1195            | Cisterciens                                                          | Détruite peu après la Révolution | Renescure      | Aujourd'hui emplacement de l'usine Bonduelle          |
| Couvent des Sept Fontaines                                           | avant 1404      | Augustins                                                            | | Steenvoorde    |                                                       |
| Couvent du Saint-Laurent                                             | avant 1502      | Grands carmes                                                        | Détruit | Steenvoorde    | Pillé par les iconoclastes en 1566                    |
| Abbaye de Watten                                                     | 1072            | Augustins                                                            | Détruite en 1769. Subsiste la tour abbatiale et le mur de clôture. | Watten         | Vestiges classés en 1909. Propriété de la commune.    |

### Arrondissement de Lille
| Abbaye ou prieuré                          | Fondation | Ordre                                                                             | État actuel | Localisation | Note |
| ------------------------------------------ | --- | --------------------------------------------------------------------------------- | --- | --- | --- |
| Abbaye de Lille                            | | Cisterciennes (XVIIe), Soeurs de Notre-Dame de Charité du Bon Pasteur (1836-1968) | La congrégation cède les bâtiments au lycée Notre-Dame d’Annay, en 1968. La façade du bâtiment du fond, classée par les monuments historiques, est du style dit « taille en pointe de diamant », et constitue le seul vestige du couvent du XVIIe. | Lille, place du Concert. | Au XVIIe siècle, le couvent servait de refuge aux moniales de l’abbaye de Marquette. Le lycée était sous tutelle des sœurs du Bon Secours jusqu’en 2018, où les salésiens prirent le relais. |
| Abbaye Notre-Dame de la Plaine             | 1827 | Cisterciennes bernardines d'Esquermes                                             | en activité | Saint-André-lez-Lille | maison-mère de sa branche de l’ordre cistercien |
| Abbaye Notre-Dame de Loos                  | 1146 | Cisterciens                                                                       | Dissoute en 1791. Devenue une prison de 1817 à 2011, actuellement désaffectée. | Loos | |
| Abbaye du repos de Notre-Dame de Marquette | 1226 | Cisterciens                                                                       | Détruite en 1792. | Marquette-lez-Lille | |
| Abbaye franciscaine de Lille               | 1968 | Franciscains                                                                      | Départ des franciscains en 2018, l’Arche investit alors les lieux | Lille, 2 rue Berthollet | |
| Abbaye Saint Christophe de Phalempin       | 1039 | Congrégation d'Arrouaise                                                          | Détruite entre 1789 et 1795. | Phalempin | [ 21 ] |
| Abbaye Saint-Calixte de Cysoing            | 833 | Augustins                                                                         | Détruite en 1793. | Cysoing | [ 22 ] |
| Couvent des Carmes de Lille                | 1928 | ordre des carmes déchaux                                                          | Les derniers frères ont quitté les lieux en 2012. Un espace de coworking et de restauration, nommé Station99, y a été installé | Wazemmes | |
| Couvent des dominicains de Lille           | 1224 | Dominicains                                                                       | En activité | Lille : dans le faubourg Saint-Pierre (à partir de 1224) ; rue du Cirque (1580-1792) ; rue Gambetta (1869-1905) ; rue Brûle-Maison (1927-1957) ; avenue Salomon (depuis 1957) | |
| Couvent des Minimes de Lille               | 1622-1638 | Ordre des Minimes                                                                 | transformé en hôtel de luxe en 1990 | Lille | [ 24 ] |
| Monastère de Bouvines                      | 1945 | Communauté du Chemin Neuf                                                         | En activité. | Bouvines | Accueille une communauté dominicaine à partir de 1945, qui s’en va en 2003, et laisse place à celle du Chemin neuf.                                                                          |
| Monastère du Cœur très pur de Marie        | fondé à Arras en 1815/1817, exilé en Grande-Bretagne à partir de 1906, puis, établi à Tourcoing depuis octobre 1921 | Bénédictines de l'Adoration perpétuelle du Très Saint Sacrement                   | départ des deux dernières moniales en 2011 | Tourcoing | |
| Monastère Sainte-Claire de Lille           | 1453 | sœurs grises, puis, clarisses à partir de 1490.                                   | Chassé en 1792, de retour en 1866, à nouveau chassées en 1903, de retour en 1931 ; en activité. | Haubourdin | |
| Prieuré d'Englos                           | XIe siècle | bénédictins, clunisiens, puis, jésuites (1590/XVIIe siècle)                       | | Englos | ; soumis à la fois à Saint-Éloi de Noyon (bénédictins) et Sainte-Marie-Madelaine de Vézelay (clunisiens).                                                                                    |
| Prieuré d'Houplines                        | 1095 | bénédictins                                                                       | Détruit à la révolution | Houplines | |
| Collégiale Saint-Pierre de Lille           | XIe siècle | Chanoines réguliers                                                               | Détruite à la révolution | À l’emplacement de l’actuel palais de justice de Lille, | |
| Prieuré Saint-Martin de Fives              | 1104 | Bénédictins                                                                       | Détruit en 1792 | Fives | |

### Arrondissement de Valenciennes
| Abbaye ou prieuré                          | Fondation  | Ordre       | État actuel                                           | Localisation                   | Note      |
| ------------------------------------------ | ---------- | ----------- | ----------------------------------------------------- | ------------------------------ | --------- |
| Abbaye de Saint-Amand                      | 633-639    |             | Détruite à la Révolution, subsiste la tour abbatiale. | Arrondissement de Valenciennes |           |
| Abbaye de Condé                            | 630        |             |                                                       | Arrondissement de Valenciennes |           |
| Abbaye de Crespin                          | 651-691    | Bénédictins | Détruite. Ne subsiste que le logis abbatial.          | Arrondissement de Valenciennes |           |
| Abbaye de Denain                           | 764        |             |                                                       | Arrondissement de Valenciennes | [ 5 ]     |
| Abbaye de Fontenelle                       | 1212       | Cisterciens |                                                       | Arrondissement de Valenciennes | [ 32 ]    |
| Abbaye d'Hasnon                            | 670        | Bénédictins |                                                       | Arrondissement de Valenciennes |           |
| Abbaye de Notre-Dame-de-la-Paix            | 1650       | Bénédictins |                                                       | Arrondissement de Valenciennes |           |
| Abbaye de Vicogne                          | 1125       | Prémontrés  |                                                       | Arrondissement de Valenciennes |           |
| Abbaye Saint-Jean-Baptiste de Valenciennes | 662        |             | Fermée à la Révolution, puis détruite.                | Arrondissement de Valenciennes | [ 33 ]    |
| Abbaye Saulve de Valenciennes              | IXe siècle | Bénédictins | Fermée en 1790.                                       | Arrondissement de Valenciennes |           |
| Couvent des Dames de Beaumont              | 662        | Bénédictins |                                                       | Arrondissement de Valenciennes | europeana |
| Prieuré de Bruille-Saint-Amand             |            |             |                                                       | Arrondissement de Valenciennes |           |
| Prieuré d'Haspres                          | 692        |             |                                                       | Arrondissement de Valenciennes |           |

## Pas-de-Calais

### Arrondissement d'Arras

#### Abbaye
Abbaye Notre-Dame d'Eaucourt à Warlencourt-Eaucourt
Abbaye des Dames d'Étrun
Abbaye de Cercamp à Frévent
Abbaye Saint-Amand & Sainte-Bertille de Marœuil
Abbaye du mont Saint-Éloi
Abbaye Saint-Vaast
Abbaye de bénédictins à Auchy
Abbaye Saint-Nicolas d'Arrouaise
Abbaye de Belval à Troisvaux
Abbaye de Verger-lès-Oisy, fondée en 1260.
Abbaye du Vivier à Arras, fondée en 1235.

#### Prieuré
Prieuré d'Aubigny-en-Artois dépendait de l'Abbaye du mont Saint-Éloi pour la période de 1137 à 1745.
Prieuré de Framecourt dépendait en 1746 de l'Abbaye Saint-Sauveur de Ham. Le Prieuré fut fondé au XIe siècle à la suite d'une donation du chevalier Acard de Framicourt

### Arrondissement de Béthune

#### Abbayes
Abbaye Saint-Sauveur de Ham à Ham-en-Artois
Abbaye Saint-Jean-Baptiste de Chocques,

#### Chartreuses
Chartreuse Notre-Dame-des-Sept-Douleurs de la Boutillerie à Fleurbaix
Chartreuse des Dames de Gosnay à Gosnay
Chartreuse du Val-Saint-Esprit à Gosnay

#### Prieuré
Prieuré de Fouquières à Fouquières-lès-Béthune ; il s'agit d'un prieuré du IXe siècle à proximité du château de Fouquières. Il renferma les reliques de saint Prix de Saint-Quentin
Prieuré Saint-André de Witternesse
Prieuré d'Houdain dépendait de 1606 de 1779 de l'abbaye de Lobbes.

#### Prévôté
Prévôté de Labeuvrière dépendait de 1609 à 1789 à l'abbaye Saint-Vaast

### Arrondissement de Boulogne-sur-Mer
Abbaye de Doudeauville
Abbaye de Saint-Wulmer à Samer ou Saint-Vulmer de Boulogne
Abbaye Sainte Marie-au-Bois de Ruisseauville
Monastère de Wierre-au-Bois

### Arrondissement de Calais
Abbaye Notre-Dame de Licques.
Abbaye Saint-Léonard de Guînes.
Abbaye Saint-Médard d'Andres fut fondée en 1080 par des moines bénédictins de l'abbaye Saint-Sauveur de Charroux en Poitou.

### Arrondissement de Lens
Couvent des sœurs franciscaines à Éleu-dit-Leauwette (agglomération lensoise), fondation de mars 2010, issue du monastère de Saint-François-d'Assise du Trévoux
Abbaye Notre-Dame d'Hénin-Liétard
Abbaye de la Brayelle

#### Prieuré
Prieuré d'Évin-Malmaison dépendait de l'Abbaye d'Anchin pour la période de 1658 à 1681.
Prieuré Sainte-Croix de Riaumont

### Arrondissement de Montreuil

#### Abbayes
Abbaye de Longvillers
Abbaye Saint-Saulve de Montreuil
Abbaye Sainte-Austreberthe de Montreuil
Abbaye Sainte-Berthe de Blangy-sur-Ternoise
Abbaye Saint-Josse de Saint-Josse-sur-Mer
Abbaye Saint-Josse de Dommartin
Abbaye de Saint-André-aux-Bois d'Hesdin
Abbaye de Saint-André-aux-Bois à Gouy-Saint-André
Abbaye Notre-Dame de Beaulieu à Ruisseauville ou Abbaye de Rousseauville
Abbiette d'Attin
Abbaye bénédictine à Auchy-lès-Hesdin

#### Chartreuse
Chartreuse Notre-Dame-des-Prés de Neuville-sous-Montreuil

#### Prieuré
Prieuré Notre-Dame de Maintenay dépendait de 1198 à 1781 de l'abbaye de Marmoutier (Tours). Le Prieuré fut fondé au XIe siècle à la suite d'une donation du chevalier Acard de Framicourt
Prieuré de Rebreuve-sur-Canche dépendait de 1527 à 1788 de l'abbaye du mont Saint-Éloi.
Prieuré de Saint-Georges-lès-Hesdin dépendait de 1535 à 1789 de l'abbaye d'Anchin.

### Arrondissement de Saint-Omer
Abbaye Saint-Augustin, refuge à Aire-sur-la-Lys
Abbaye de Saint-Augustin-lès-Thérouanne, du diocèse ancestral de Thérouanne (disparu)
Abbaye Saint-Bertin
Abbaye Sainte-Colombe de Blendecques
Abbaye Saint-Jean-Baptiste de Chocques
Abbaye Saint-Paul de Wisques
Abbaye de Clairmarais
Abbaye Saint-Jean-du-Mont de Thérouanne
Abbaye de Renty fondé par Bertulphe de Renty 
Prieuré Saint-Jean-Baptiste de Cohem à Wittes (attaché en 1095 à l'abbaye de Molesme)